# A las seis en la esquina del bulevar
A las seis en la esquina del bulevar es una obra de teatro de Enrique Jardiel Poncela, estrenada el 16 de julio de 1943 en el Cinema Alcázar de Cartagena.

## Argumento
Casual y fatalmente Cecilia, la esposa, y Casilda, la amante, de Rodrigo coinciden en la casa de éste. Tras una conversación, la esposa acaba pensando que la relación ya finalizó y se alía con la amante para medir el grado de fidelidad del caballero. Le ponen una trampa, haciéndole creer que el día siguiente podía verse con una señorita. Rodrigo no acude a la cita pero, a diferencia de la conclusión de la esposa que piensa que no acudió por desinterés, lo cierto es que no lo hizo por no haber recibido la carta en la que se le comunicaba el posible encuentro.

## Representaciones destacadas
- Teatro (Barcelona, 1946): Pilarín Ruste, Salvador Soler Marí.
- Teatro (Madrid, 1946): Amparo Rivelles, Ana María Campoy, Alejandro Ulloa.
- Televisión: (4 de septiembre de 1966, en el espacio de TVE Teatro breve). Intérpretes:  Lola Cardona, María Luisa Merlo, Pablo Sanz, Laly Soldevila.